# 斯卢瑟霍尔门站
斯卢瑟霍尔门站（丹麥語：Sluseholmen Station）是丹麦哥本哈根地铁一座车站，属于哥本哈根地铁4号线二期工程（哥本哈根南港段）的一部分。所在地“斯卢瑟霍尔门半岛”因附近的斯卢森船闸而得名。预计2024年6月22日启用。该站装饰有不锈钢雕塑，这个雕塑悬挂在自动扶梯上方的天花板上。还拥有混凝土浮雕艺术品。这两件艺术品都是由丹麦艺术家René Schmidt创作的。